# Werbetexter
Werbetexter (auch Texter oder Copywriter) ist eines der klassischen Berufsbilder in Werbeagenturen. Auch außerhalb der Agenturenwelt kommen Werbetexter zum Einsatz, zum Beispiel als Webtexter in Unternehmen mit eigener Marketingabteilung oder als freiberufliche Texter. Ihre Aufgabe ist die wirkungsvolle sprachliche Gestaltung eines Werbetextes für Werbemittel (u. a. Plakat, Anzeige, Broschüre, TV-Spot, Funk-Spot, Online-Werbemittel). Als Marketingtexter finden und gestalten sie den Content im redaktionellen Bereich des Marketings. Als Konzepter entwickeln Werbetexter Konzepte und Ideen für einzelne Werbemittel oder komplette Werbekampagnen.

## Aufgabe und Verantwortung
Je nach Agenturphilosophie fällt die Aufgabengewichtung zwischen Werbetexter und Art Director unterschiedlich aus. So kann die kreative Entwicklung vom Werbetexter ausgehen und der Art Director oder Grafiker setzt diese Idee visuell um. In solchen Fällen tragen Werbetexter in deutschen Agenturen häufig Bezeichnungen wie Konzepter, Konzeptioner oder Konzeptionstexter (in Österreich auch: Konzeptionist). Auf der anderen Seite gibt es Agenturen, in denen der Art Director das visuelle Konzept einer Kampagne vorgibt, die dann vom Werbetexter nur noch mit sprachlichen Inhalten wie Headlines, Slogans und Mengentext (die sogenannte Copy) ergänzt wird. Mittlerweile bilden jedoch in den meisten größeren Werbeagenturen der Werbetexter und Art Director ein festes Team, das sich gegenseitig inspiriert und gemeinsam die Grundideen für Werbekampagnen und einzelne Werbemittel entwickelt.

## Ausbildung
Die Ausbildung zum Werbetexter ist im Unterschied zu den kaufmännischen und gestalterischen Berufen der Kommunikationsbranche nicht geregelt.
Oft ist eine Anstellung als Praktikant oder Trainee der erste Schritt in den Beruf. In dieser ersten Zeit, die in der Regel zwischen drei Monaten und einem Jahr dauert, erlernt der zukünftige Werbetexter die Grundlagen des Textschreibens. Anschließend kann er als Junior-Texter angestellt werden. Viele Werbetexter sind Quereinsteiger und hatten vor ihrer Tätigkeit als Werbetexter kaum Berührung mit der Branche. Einige kommen aus artverwandten Berufen wie z. B. dem Journalismus.
Ein akademischer Hintergrund ist nicht zwingend Voraussetzung, doch auch der Markt der Werbeagenturen ist dem Druck, sich an das Niveau des restlichen Arbeitsmarktes anpassen zu müssen, ausgesetzt. Entscheidend ist bis heute die kreative Fähigkeit, sprachliche und verkaufsorientierte Ideen unter engen Vorgaben und hohem Zeitdruck entwickeln zu können. Häufig prüfen Agenturen diese Fähigkeit anhand eines so genannten Copytests, in dem eine Reihe realitätsnaher Aufgaben aus der Werbepraxis gelöst werden sollen. Im deutschsprachigen Raum gibt es Ausbildungsstätten für angehende Texter, so zum Beispiel die Hamburg School of Ideas in Hamburg, die Miami Ad School in Hamburg und Berlin, die schreibszene in Bern und Zürich, den KreativKader in Düsseldorf oder das Text-College in München.
Daniela Rorig formuliert als Prüffragen für angehende Werbetexter: „Wollen Sie sich mit dem Texten beschäftigen, experimentieren und akribisch am Ergebnis feilen? Sind Sie bereit, Zeit ins Schreiben zu investieren – und nicht zufrieden, wenn alle Infos drin sind? Trauen Sie sich, kreativ zu sein, auch wenn Sie damit anecken könnten? Schaffen Sie es, die Perspektive zu wechseln und zu denken wie Ihre Leserschaft?“

## Karriere
Für gewöhnlich startet der Werbetexter seine Karriere in einer Werbeagentur als Textpraktikant, Text-Trainee oder in einer PR-Agentur auch als Volontär. Mit einiger Vorerfahrung, einer Ausbildung oder einem sehr guten Copytest besteht auch die Möglichkeit, das Praktikum auszulassen und gleich als Junior-Texter zu starten. Auch ist es durchaus üblich, Quereinsteiger und Mitarbeiter aus anderen Bereichen einer Werbeagentur als Texter zu engagieren, wenn ausreichend Talent vorhanden ist.
Vom Junior-Texter kann der Werbetexter in der Regel zunächst zum Texter aufsteigen, dann zum Senior-Texter, von dort zum Creative Director Text, später zum Executive Creative Director und schließlich zum Geschäftsführer Kreation, bei großen Agenturnetzwerken auch CCO (Chief Creative Officer) genannt. Bei besonders herausragenden Textern kann der Schritt zum Geschäftsführer Kreation sehr schnell erfolgen. Auf Grund der Uneinheitlichkeit der Bezeichnungen sind allerdings die Stufen in verschiedenen Agenturen unterschiedlich ausgebildet und mitunter auch sehr abweichend bezeichnet, was die recht unterschiedliche Bezahlung von Werbetextern erklärt. Von 0,01 Cent pro Wort über sogenannte Content-Portale bis hin zu 120 € pro Stunde oder 2000 € Tagessatz ist alles möglich. Ausschlaggebend für die Bezahlung von Werbetextern ist vor allem der kreative Erfolg, daneben auch die Jahre der Markterfahrung, die Referenzen und die Spezialisierung (zum Beispiel auf Suchmaschinenoptimierung oder als Redenschreiber).
Freie bzw. selbständige Werbetexter arbeiten in der Regel auf Honorarbasis als Freie Mitarbeiter (sog. Freelancer) für Werbe- oder Kommunikationsagenturen, aber auch im direkten Auftrag von Wirtschaftsunternehmen, Behörden oder Verbänden.

## Verbände
Deutsche Werbetexter organisieren sich u. a. im Berufsverband Text und Konzept e. V. (bis 2022 Texterverband e. V., davor Fachverband Freier Werbetexter, FFW) oder im Bundesverband professioneller Werbetexter Deutschland e. V. (BPWD), Schweizer Werbetexter im Textverband (früher SCRIPT Schweizer Texterinnen- und Texterverband). Der deutsche Texterverband gab zuletzt 2021 einen „Marktmonitor“ heraus, an dem sich Werbe- und Webtexter bei ihren Honoraren orientieren können.

## Bekannte deutschsprachige Werbetexter
- Werner Belmont (1915–2011)
- Emmi Creola-Maag (1912–2006)
- Manfred Gotta (* 1947)
- Albert Heiser (* 1961)
- Konstantin Jacoby (* 1954)
- Amir Kassaei (* 1968)
- Jean-Remy von Matt (* 1952)
- Jürgen Scholz (1929–2010)
- Hubert Strauf (1904–1993)
- Sebastian Turner (* 1966)

## Bekannte internationale Werbetexter
- Frédéric Beigbeder (* 1965)
- Robert W. Bly (* 1957)
- Claude C. Hopkins (1866–1932)
- Marisa Martelli (* 1928)
- David Ogilvy (1911–1999)
- Hal Riney (1932–2008)